# Нуруллаева, Угилджан
Угилджан Нуруллаева (род. 1938, Кошкупырский район, Хорезмская область)— советский хозяйственный и государственный деятель, Герой Социалистического Труда (1972).

## Биография
Родилась в 1938 году в Хорезмской области. Член КПСС.
В 1953—1991 — колхозница, механизатор, звеньевая, бригадир хлопководческой бригады колхоза «Ташкент» Кушкупырского района Хорезмской области Узбекской ССР.
Указом Президиума Верховного Совета СССР от 14 декабря 1972 года присвоено звание Героя Социалистического Труда с вручением ордена Ленина и золотой медали «Серп и Молот».
Делегат XXIII съезда КПСС.
Живёт в Узбекистане.

## Награды и звания
- Герой Социалистического Труда (14.12.1972)
- Орден Ленина (14.12.1972)
- Орден Трудового Красного Знамени (30.04.1966, 08.04.1971)
- Орден Дружбы народов (04.03.1980)